# Nacha Guevara
Pour les articles homonymes, voir Guevara.
Nacha Guevara, née Clotilde Acosta le 3 octobre 1940 à Mar del Plata (Argentine), est une actrice, chanteuse, danseuse et femme politique argentine.
Elle est notamment connue pour son rôle de la Mort dans Le Côté obscur du cœur, ou encore Eva Perón dans la comédie musicale Eva, el gran musical argentino, sortie en 1986.

## Étudiants célèbres
- Xoán Fórneas (1993-)[2].